# أرقام الهاتف في كوريا الجنوبية
يتم تنظيم أرقام الهواتف في كوريا الجنوبية وتخصيصها باستخدام المخطط التالي.

## ملخص
- مكالمة دولية: 00N (حيث N هو رمز الناقل) متبوعًا برمز البلد البعيد ورقم الهاتف.
- الاتصال داخل كوريا: +82 XX XXXX YYYY. يتم إسقاط "0" البادئة عند الاتصال بكوريا الجنوبية من الخارج.
- لا يمكن الاتصال ببعض أرقام الهواتف 1566/1577/1588 من الخارج.
- مكالمة محلية بعيدة المدى: 0NN (حيث NN هو رمز الناقل) متبوعًا برمز المنطقة 0XX ورقم XXXX YYYY. انظر المحلي لمسافات طويلة رمز الخدمة و رمز المنطقة .
- الاتصال بالهاتف الخلوي: 01N XXXX YYYY (انظر رقم الهاتف المحمول). عند إجراء مكالمة هاتفية بين مشتركين موحدين برقم 010، يمكن إسقاط البادئة 010 (XXXX YYYY).
- مكالمة الخدمة الخاصة: 0N0 XXXX YYYY (انظر الخدمة الخاصة)

على سبيل المثال؛
- اتصل بالرقم 02-312-3456 من داخل سول: 312-3456
- اتصل على 3456-312-02 من أي مكان آخر: 3456-312-02
- اتصل على 3456-212-051 من داخل بوسان: 212-3456
- اتصل على 3456-212-051 من أي مكان آخر: 3456-212-051
- اتصل على 3456-312-02 من الخارج: + 82-2-312-3456

تستخدم كوريا الجنوبية خطة اتصال مفتوحة بطول إجمالي (بما في ذلك 0) من 9 إلى 11 رقمًا، وفي داخل المدينة، يتراوح عدد المشتركين من 7 إلى 8 أرقام. الاتصال من الهواتف المحمولة إلى أي نوع من الهواتف باستثناء 010 أرقام، يجب تضمين رمز المنطقة.
في عام 1998، أضافت أرقام الهواتف في سول بدءًا من 2 و 6 أرقامًا أخرى (02-2XX-YYYY إلى 02-22XX-YYYY، 02-6XX-YYYY إلى 02-26XX-YYYY). قبل اختصار رموز المنطقة من 4 أرقام إلى 2 ~ 3 أرقام في حزيران (يونيو) 2000، كان هناك رقم تبادل مكون من رقم واحد (عادةً "2") مع بعض أرقام التبادل المكونة من رقمين، لذا فإن بعض أرقام الهواتف مثل 0347-61-XXXX، 0443-2- يوجد XXXX أو 0525-40-XXXX. (الآن 031-761-XXXX و 043-652-XXXX و 055-340-XXXX)

## القائمة الكاملة

### رموز شركة الاتصالات الدولية
- 001 - KT مكالمة دولية
- 002 - مكالمة دولية LG U +
- 003xx - الاتصال الدولي عبر بروتوكول الإنترنت أو الخدمات الدولية الخاصة
  - 00365 - مكالمة دولية من Sejong Telecom عبر بروتوكول الإنترنت
- 005 - SK مكالمة دولية ذات النطاق العريض (جودة أعلى من خدمة البادئة المكونة من 5 أرقام من نفس الشركة)
- 006 - SK Telink international call (جودة أعلى من خدمة البادئة المكونة من 5 أرقام من نفس الشركة)
- 007xx - الاتصال الدولي عبر بروتوكول الإنترنت أو الخدمات الدولية الخاصة
  - 00700 - مكالمة SK Telink الدولية عبر بروتوكول الإنترنت
  - 00727 - مكالمة دولية KT عبر بروتوكول الإنترنت
  - 00766 - SK مكالمة دولية ذات النطاق العريض عبر بروتوكول الإنترنت
  - 00794 - خدمة المشغل
- 008 - مكالمة Sejong Telecom الدولية (جودة أعلى من خدمة البادئة المكونة من 5 أرقام من نفس الشركة)

### بادئات المحمول
- 010 - الهاتف المحمول (جميع شركات الهواتف المحمولة في كوريا الجنوبية، من 1 يناير 2004)
- 011 - الهاتف المحمول (SK Telecom، حتى 31 ديسمبر 2003) (جميع شركات الهاتف المحمول في كوريا الجنوبية، من 1 يناير 2004)
- 012 آلة لآلة (صافرة سابقة)
- 013xx - شبكة خاصة للهاتف المحمول (سفن لاسلكية وما إلى ذلك)
- 014xx - رقم وصول بروتوكول نقطة إلى نقطة
- 015 - خدمات الهاتف المحمول: خدمات المناداة
- 016 - Mobile (KT، حتى 30 يونيو 2003) (جميع شركات الهواتف المحمولة في كوريا الجنوبية، من 1 يوليو 2004)
- 017 - الهاتف المحمول (SK Telecom، حتى 31 ديسمبر 2003) (جميع شركات الهواتف المحمولة في كوريا الجنوبية، من 1 يناير 2004)
- 018 - الهاتف المحمول (KT، حتى 30 يونيو 2003) (جميع شركات الهواتف المحمولة في كوريا الجنوبية، من 1 يوليو 2004)
- 019 - الهاتف المحمول (LG U +، حتى 31 ديسمبر 2004) (جميع شركات الهواتف المحمولة في كوريا الجنوبية، من 1 يناير 2005)

### خدمات
- 030 - UMS
- 050 - خدمة الأرقام الشخصية
- 050x - خدمة رقم ظاهري مجهول
- 060 - خدمة ذكية تعتمد على الهاتف
- 070 - هاتف الإنترنت (VoIP)
- 080 - مكالمة مجانية

### رموز المنطقة
قبل يونيو 2000، استخدمت كوريا الجنوبية رموز منطقة مكونة من رقمين إلى أربعة أرقام.
- 02 - سول وأجزاء من مقاطعة غيونغي (غواتشيون، غوانغميونغ وبعض أحياء غويانغ و هانام)
- 031 - مقاطعة غيونغي
- 032 - إنتشون وأجزاء من مقاطعة غيونغي (بوتشون وبعض المجتمعات المعزولة في أنسان)
- 033 - مقاطعة غانغوون
- 041 - مقاطعة تشنغتشونغ الجنوبية
- 042 - دايجون وجزء من مقاطعة تشنغتشونغ الجنوبية (غيريونغ)
- 043 - مقاطعة تشنغتشونغ الشمالية
- 044 - سيجونغ سيتي
- 049 - منطقة كايسونغ الصناعية
- 051 - بوسان
- 052 - أولسان
- 053 - دايغو وجزء من مقاطعة غيونغسانغ الشمالية (غيونغسان)
- 054 - مقاطعة غيونغسانغ الشمالية واجزاء من دايغو (غنوي)
- 055 - مقاطعة غيونغسانغ الجنوبية وعدد قليل من أحياء أولسان
- 061 - مقاطعة جولا الجنوبية
- 062 - غوانغجو
- 063 - مقاطعة جولا الشمالية
- 064 - مقاطعة جيجو

### رموز الناقل المحلي لمسافات طويلة
ليس من الضروري طلب أي بادئة شركة اتصالات قبل إجراء مكالمة محلية بعيدة المدى. هذه البادئات مطلوبة فقط عندما تريد اختيار شركة نقل مختلفة غير شركة الاتصالات الافتراضية لمسافات طويلة (عادةً ما تكون نفس الشركة التي توفر خط الهاتف الخاص بك).
- 081 - KT
- 082 - LG U +
- 083 - سيجونغ تيليكوم
- 084 - SK برودباند
- 085xx - [خدمة القيمة المضافة للمسافات الطويلة المحلية (VAS)]
- 086 - SK Telink
- 087 - (ليس قيد الاستخدام حاليًا)
- 088 - (ليس قيد الاستخدام حاليًا)

### أرقام خاصة
- 100 - مركز عملاء كي تي
- 101 - مركز عملاء LG U +
- 105 - خدمة الشحن اللاسلكي
- 106 - مركز عملاء النطاق العريض SK
- 107 - تقرير LG U +
- 108 - مركز عملاء أعمال النطاق العريض SK
- 109 - تقرير KT
- 111 - شيكل
- 112- الشرطة
- 113 - الإبلاغ عن الجاسوس
- رمز المنطقة + 114 - مساعدة الدليل (خدمة معلومات كوريا)
- 115 - كي تي برقية
- 116 - خدمة التوقيت القياسي KT
- 117 - الخط الساخن للعنف المدرسي (من 2012، سابقًا: الإبلاغ عن الاتجار الجنسي بالنساء)
- 118- تقرير الإرهاب السيبراني
- 119- إطفاء و إسعاف
- 120 - خدمة لايف ستايل
- 121 - تقرير مرافق المياه
- 122 - طوارئ خفر السواحل
- 123 - كيبكو تقرير الكهربائية
- 125- تقرير التهريب
- 127- تقرير المخدرات
- 128- تقرير التلوث
- 129- التنسيق مع خدمة الرعاية الاجتماعية (بعد أكتوبر 2005)
- 1300 - الخدمات البريدية
- 1301 - خدمة المدعي العام
- رمز المنطقة + 131 - التنبؤ بالطقس
- 132 - الدعوى المدنية (شركة المساعدة القانونية الكورية - منازعات العقود)
- 1330 - KNTO المعلومات السياحية (الحافلة · جدول القطار، الفندق · معلومات النزل، خدمة الترجمة المجانية)
- 1331 - مجلس حقوق الإنسان
- 1332 - مجلس المالية
- 1333 - معلومات النقل
- 1335 - مركز خدمة اتصالات المعلومات
- 1336 - التعدي على لوحة المعلومات الشخصية
- 1337 - مجلس السلامة العسكرية
- 1338 - مركز خدمة الاتصالات والتقرير
- 1339 - العلاج الطبي الطارئ
- 134- معلومات سياحية
- 1345 - مركز اتصال الهجرة (دعم متعدد اللغات)
- 1350 - مجلس العمل
- 1355 - خدمة التقاعد الوطنية
- 1357 - دعم المؤسسات الصغيرة والمتوسطة
- 1365 - التطوع المعلومات
- 1366 - تقرير عن العنف المنزلي
- 1369 - الاستعلام عن المعلومات المالية
- 1377 - Foodbank
- 1379 - انتهاك غير معقول لتقرير سبل العيش
- 1382 - تأكيد سجل المواطن
- 1385 - تقرير عدم الراحة في العمل والمجلس
- 1388 - تقرير سوء معاملة طفيفة
- 1389 - الخط الساخن للمسنين والمجلس
- 1390 - الخط الساخن للمعلومات الانتخابية والمخالفات
- 1391 - الخط الساخن لإساءة معاملة الأطفال
- 1398 - الخط الساخن لإساءة معاملة الأطفال
- 1399 - تقرير بقالة غير نظيف
- 141 - غرفة الاتصال (KT)
- 182 - الخط الساخن لإبلاغ الأطفال المفقودين
- 188- المجلس الوطني للرقابة والتفتيش

### جمع الإتصالات
- 082-171677 - uplus (Dacom) اجمع المكالمة
- 1541 - KT Collect call
- 1677 - Sejong Telecom Collect call
- 1682 - SK Telink Collect Call

### شبكة ذكية
- 14XXXXXX
- 15XXXXXX
  - 1544-XXXX - خدمة رقم واحد على مستوى البلاد من LG Dacom (LG U +)
  - 1566-XXXX - SK خدمة النطاق العريض على الصعيد الوطني رقم واحد
  - 1577-XXXX - KT خدمة رقم واحد على مستوى البلاد
  - 1588-XXXX - KT خدمة رقم واحد على مستوى البلاد
  - 1599-XXXX - SK Telink خدمة رقم واحد على مستوى الدولة
- 16XXXXXX
  - 1661-XXXX - خدمة رقم واحد على مستوى الدولة من LG U +
  - 1688-XXXX - خدمة رقم واحد على مستوى